# سیمون رامرز (بازیکن فوتبال، زاده ۱۹۸۵)
سیمون رامرز (انگلیسی: Simón Ramírez؛ زادهٔ ۱۲ آوریل ۱۹۸۵) بازیکن فوتبال اهل آرژانتین است.
از باشگاه‌هایی که در آن بازی کرده‌است می‌توان به باشگاه فوتبال آرژانتینوس جونیورز اشاره کرد.